# Hogeland

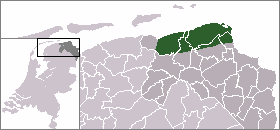
Locatie van het Hogeland

Het Hogeland (eerder geschreven als Hoogeland) is de streek in de provincie Groningen ten noorden van het Reitdiep en het Damsterdiep. De naam verwijst naar de relatief hoge ligging van de grond, veroorzaakt door de aanslibbing van de zee. De bodem bestaat dan ook uit zeeklei.

## Situering
Het Hogeland beslaat het gebied ten noorden van Winsumerdiep, Boterdiep, Westerwijtwerdermaar en Damsterdiep, dat grotendeels behoort tot de gemeente Het Hogeland. Een kleiner deel valt onder de gemeente Eemsdelta.
Tot de landstreek behoren de voormalige gemeenten Appingedam (deels), Baflo, Bierum, Eenrum, Kantens, Kloosterburen, Leens, Loppersum, Middelstum, Stedum, Uithuizen, Uithuizermeeden, Ulrum, Usquert, Warffum en Winsum en de fusiegemeenten Delfzijl (gedeeltelijk), Eemsmond en De Marne  Bekende plaatsen zijn verder Godlinze, Leermens, Pieterburen, Roodeschool, Spijk, Warfhuizen, Wehe-den Hoorn, Westeremden en Zeerijp.
De landbouwstatistiek van 1912 kenschetste het gebied als Noordelijke Bouwstreek, ter onderscheiding van de Centrale Bouwstreek rond Bedum en Ten Boer. In 1957 werd de gemeente Appingedam samengevoegd met Klein-Oldambt tot een nieuw landbouwgebied Oost-Fivelgo. Sinds 1991 hanteert de overheid een nieuwe indeling, waarbij de landbouwgebieden Marne en Oostelijk Hogeland worden onderscheiden. Samen met de Friese Bouwhoek vormen ze de groep Noordelijk Kleigebied. De voormalige gemeenten Baflo, Bedum, Ten Boer en  voortaan tot het Centraal Weidegebied gerekend, terwijl Bierum vanwege een gemeentelijke herindeling bij de Oostelijke Bouwstreek werd gevoegd.
Vanouds wordt het gebied ten noorden van de stad Groningen met het grootste deel van de oude gemeenten Bedum en Ten Boer (ook wel het Centrale Woldgebied) niet tot het Hogeland gerekend, maar als het Lageland betiteld. Dit voormalige hoogveengebied ligt sinds het verdwijnen van veenpakket een tot twee meter lager dan de kleistreken eromheen. Het wordt sinds de twaalfde of dertiende eeuw beschermd door een in onbruik geraakte binnendijk, de Wolddijk.

## Bestuur
Het Hogeland werd ook de naam van de fusiegemeente waarin Bedum, Eemsmond, De Marne en Winsum in 2018 zijn opgegaan. De rest van het Hogeland, namelijk Loppersum en de gemeenten Appingedam en Delfzijl (waarvan de noordelijke delen ook wel tot het Hogeland gerekend worden) fuseerden in 2021 tot de gemeente Eemsdelta.

## Geschiedenis
De naam Ho(o)geland is ontleend aan het bestuurlijke district Hoogelandsteradeel (ook wel Hogelandsteradeel), een onderdeel van Fivelingo dat tussen 1659 en 1749 heeft bestaan. Op de provinciekaart door Nicolaes Visscher van omstreeks 1680 wordt de benaming Hooge Land gebruikt voor het gebied in Fivelingo ten noorden van het Damsterdiep. Ten zuiden daarvan liggen de Lage Landen. Sinds het midden van de 19e eeuw wordt de naam Hoogeland vooral gebruikt om het akkerbouwgebied van Hunsingo, later ook van Fivelingo aan te duiden; de spellingsvariant Hogeland raakte vanaf het einde van de 20e eeuw in zwang.
Het Hogeland staat - net als het Oldambt - bekend om de scherpe (historische) tweedeling tussen herenboeren en landarbeiders. In de negentiende en twintigste eeuw leidde deze sociaal-economische tegenstelling vaak tot hardnekkige sociale conflicten. In tegenstelling tot Oost-Groningen kreeg het socialisme hier minder aanhang en bleven veel landarbeiders kerkelijk georiënteerd. Slechts in enkele plaatsen (Appingedam, Uithuizen, Wehe, Zoutkamp en Zuidhorn) werden om de orde te handhaven kazernes voor de marechaussee gebouwd, in tegenstelling tot Oost-Groningen, waar twaalf kazernes verrezen. Socialistische enclaves op het Hogeland waren vanouds Eenrum en Usquert, en in mindere mate Uithuizen en Warffum.

## Museum en school
- In Warffum is het Openluchtmuseum Het Hoogeland gevestigd.
- De scholengemeenschap voor middelbaar onderwijs (vmbo, havo en vwo) met vestigingen in Warffum, Uithuizen en Winsum, heet Het Hogeland College.

## Trivia
- Het Hogeland wordt vaak afgezet tegen het Oldambt en de Groninger Veenkoloniën.[bron?]
- Het Hogeland werd veel bezongen in de liedjes van de uit Warffum afkomstige Ede Staal, ook wel de Jacques Brel van Groningen genoemd.
- De spoorlijn Groningen – Roodeschool - Eemshaven wordt wel het Hogelandspoor genoemd.